# Полушкин, Александр Васильевич
Александр Васильевич Полушкин (15 января 1941 — 14 июля 2012) — советский и российский режиссёр-мультипликатор. На студии «Куйбышевтелефильм» снял около 30 мультфильмов.

## Биография
Александр Васильевич Полушкин родился 15 января 1941 года.
В 1959 году поступил Южно-Сахалинский педагогический институт.
В 1963 году, за год до окончания учёбы, начал работать редактором на Сахалинской телестудии.
С 1967 года на Куйбышевском телевидении. Работал главным редактором студии, снимал документальные фильмы. Параллельно с работой учился у московского режиссёра-мультипликатора Владимира Дмитриевича Дегтярева. Увлёкся мультипликацией.
В 1975 году снял свой первый кукольный мультфильм «Волшебный мешочек». Учился у художника-мультипликатора Льва Львовича Жданова и вместе с ним снял несколько мультфильмов.
Умер после тяжёлой болезни 14 июля 2012 года.

## Фильмография

### Режиссёр
- 1975 — Волшебный мешочек
- 1976 — Заяц, скрип и скрипка

- 1976 — Раздобыл заяц магнитофон

- 1977 — Комариль

- 1978 — Беда
- 1978 — Лесные сказки. Фильм первый
- 1980 — Семь братьев
- 1980 — Странный зверь
- 1981 — В тусклом царстве, в сером государстве
- 1982 — Почему заяц прячется
- 1983 — Добрый лес
- 1984 — Понарошку
- 1985 — Про зайку ой и зайку ай
- 1986 — Снегурята
- 1986 — Филя
- 1987 — Кувшинка
- 1987 — Лесные сказки. Фильм второй
- 1989 — Чудеса в гусляре
- 1989 — Копилка
- 1989 — Яблоня
- 1990 — Свободный тиран
- 1990 — Спутник икры
- 1991 — Кладезь мудрости

### Режиссёр и сценарист
- 1976 — Утренняя песенка
- 1978 — Солнечный зайчик
- 1983 — Пугали зайцы зайчонка
- 1984 — Лосенок
- 1985 — Петушишка
- 1993 — В гореловской роще (Самарателефильм)

### Режиссёр и художник-мультипликатор
- 1981 — Лень
- 1982 — Сверчок

## Источник
- Сергей Капков. Энциклопедия отечественной мультипликации. — М.: Алгоритм, 2006. — С. 522-523. — 816 с. — 3000 экз. — ISBN 5-9265-0319-4.